# Sumomomo Momomo
Сумомо мо Момо мо ~Сильнейшая невеста в мире~ (яп. すもももももも ～地上最強のヨメ～ сумомо мо момо мо ~тидзё: сайкё: но ёмэ~, при этом если записать すもももももも как 李も桃も, это будет означать «и сливы, и персики» — начало известной в Японии скороговорки) — манга и снятый по ней телевизионный аниме-сериал.

## Сюжет
Наследница своего клана, Момоко Кудзурю, воспитывалась вдали от цивилизации и чтобы стать достойной преемницей провела детство в тренировках, оттачивая владение боевыми техниками. Однако дальнейшие тренировки в одиночку не приносили пользы. Послушно исполняя волю отца, она отправилась в город, чтобы найти там своего суженого — Коси Инудзуку, наследника клана Инудзука. Ведь ещё за много лет до этого их родители договорились, что дети, когда вырастут, поженятся, образовав непобедимый дуэт.
Однако сам Коси не имел об этом ни малейшего понятия — он давно забросил занятия боевыми искусствами, и планирует выучиться на юриста. Штудируя учебники по праву часы напролёт и следя за всеми громкими делами, он может процитировать любому человеку все законы, которые тот только что нарушил. Но вот постоять за себя в уличной драке он не умеет.

## Список персонажей
Коси Инудзука (яп. 犬塚 孝士 Инудзука Ко:си) — главный герой, наследник клана Инудзука. Интроверт. Коси мечтает стать прокурором, и посему предпочитает книги по праву боевым искусствам. Всячески отвергает прилипчивые нападки Момоко.
Момоко Кудзурю (яп. 九頭竜 もも子 Кудзурю: Момоко) — главная героиня, наследница клана Кудзурю. Молодая девушка, возжелавшая стать женой Коси. Хотя любовь её безответна, она не оставляет своих попыток. Обладает огромной физической силой, очень вынослива, почти в совершенстве владеет техникой Хайра Итэдэн Мусо.
Ункэн Инудзука (яп. 犬塚 雲軒 Инудзука Ункэн) — глава клана Инудзука, отец Инудзуки Коси. Человек строгий и серьёзный. Отличный боец. Держит в благоговейном страхе многих из окружения Коси.
Сэндаю Кудзурю (яп. 九頭竜 千太夫 Кудзурю: Сэндаю:) — глава клана Кудзурю, отец Кудзурю Момоко. Воспитывал Момоко до той поры, когда решил, что она достигла своего потолка, и пришло время исполнить договор, который давно заключил с мастером клана Инудзука о свадьбе наследников.
Санаэ Накадзима (яп. 中慈馬 早苗 Накадзима Санаэ) — девушка из школы, в которой учится Инудзука Коси, и наследница клана Накадзима, телохронителей клана Инудзука. Явно испытывает к нему симпатию, как, впрочем, и он к ней.

## Техники

### Стиль Хайра Итидэн Мусо
Техники клана Кудзурю.
Стиль Хайра Итидэн Мусо, наивысшая техника (Хайра Итидэн Мусо: рю: О:ги):
- Чёрный Дракон, Разрушитель Рассвета (Кокурю: Morning Destroyer).

Техника вызывает «дракона, рассекающего небеса».